# Ajat
Ajat est une commune française située dans le département de la Dordogne, en région Nouvelle-Aquitaine.

## Géographie

### Généralités
La commune d'Ajat est située dans l'est du département de la Dordogne.
Le bourg d'Ajat, traversé par la route départementale (RD) 68, se situe, en distances orthodromiques, cinq kilomètres au nord-ouest de Thenon.
Le territoire communal est traversé dans sa partie nord par l'autoroute A89 dont l'échangeur le plus proche, celui de Thenon, est distant du bourg d'environ quatorze kilomètres par la route. La commune est également desservie par les RD 67E2 et 6089 (l'ancienne route nationale 89).

### Communes limitrophes
Ajat est limitrophe de sept autres communes.
| Brouchaud | Gabillou   | Sainte-Orse |
| Limeyrat  | Ajat       | Azerat      |
|           | Fossemagne | Thenon      |

### Géologie et relief

#### Géologie
Situé sur la plaque nord du Bassin aquitain et bordé à son extrémité nord-est par une frange du Massif central, le département de la Dordogne présente une grande diversité géologique. Les terrains sont disposés en profondeur en strates régulières, témoins d'une sédimentation sur cette ancienne plate-forme marine. Le département peut ainsi être découpé sur le plan géologique en quatre gradins différenciés selon leur âge géologique. Ajat est située dans le deuxième gradin à partir du nord-est, un plateau formé de roches calcaires très dures du Jurassique que la mer a déposées par sédimentation chimique carbonatée, en bancs épais et massifs.
Elle est à la fois dans le causse de Cubjac et le causse de Thenon, qui, avec le causse de Savignac, forment un ensemble de collines karstifiées dans les calcaires liasiques et jurassiques à l'est de Périgueux jusqu'à Excideuil et Thenon, d'environ 30 km N-S et 15 km O-E, coupé par les vallées de l'Isle, de l'Auvézère et de la Loue.
Les couches affleurantes sur le territoire communal sont constituées de formations superficielles du Quaternaire et de roches sédimentaires datant pour certaines du Cénozoïque, et pour d'autres du Mésozoïque. La formation la plus ancienne, notée j1-2b, date de l'Aalénien supérieur au Bajocien, composée de calcaires oolithiques plus ou moins dolomitiques massifs ou en alternance avec des calcaires graveleux bioclastiques à ciment cristallin. La formation la plus récente, notée CFvs, fait partie des formations superficielles de type colluvions carbonatées de vallons secs : sable limoneux à débris calcaires et argile sableuse à débris. Le descriptif de ces couches est détaillé dans  les feuilles « no 759 - Périgueux (est) » et « no 783 - Thenon » de la carte géologique au 1/50 000 de la France métropolitaine, et leurs notices associées,.

Carte géologique d'Ajat.

#### Relief et paysages
Le département de la Dordogne se présente comme un vaste plateau incliné du nord-est (491 m, à la forêt de Vieillecour dans le Nontronnais, à Saint-Pierre-de-Frugie) au sud-ouest (2 m à Lamothe-Montravel). L'altitude du territoire communal varie quant à elle entre 147 ou 148 mètres à l'extrême nord-ouest, en limite de la commune de Brouchaud, et 284 m à l'extrême sud, près du lieu-dit la Garde.
Dans le cadre de la Convention européenne du paysage entrée en vigueur en France le 1er juillet 2006, renforcée par la loi du 8 août 2016 pour la reconquête de la biodiversité, de la nature et des paysages, un atlas des paysages de la Dordogne a été élaboré sous maîtrise d’ouvrage de l’État et publié en octobre 2020. Les paysages du département s'organisent en huit unités paysagères et 14 sous-unités. La commune fait partie du Périgord central, un paysage vallonné, aux horizons limités par de nombreux bois, plus ou moins denses, parsemés de prairies et de petits champs.
La superficie cadastrale de la commune publiée par l'Insee, qui sert de référence dans toutes les statistiques, est de 21,95 km2,. La superficie géographique, issue de la BD Topo, composante du Référentiel à grande échelle produit par l'IGN, est quant à elle de 22,38 km2.

### Hydrographie

#### Réseau hydrographique
La commune est située dans le bassin de la Dordogne au sein du Bassin Adour-Garonne. Elle est drainée par le Manoire et par deux petits cours d'eau endoréiques, qui constituent un réseau hydrographique de 3 km de longueur totale,.
Le Manoire, d'une longueur totale de 27,07 km, prend sa source dans la commune de Thenon et se jette  dans l'Isle en rive gauche à Lesparat, à Boulazac Isle Manoire, face à Trélissac,. Il borde la commune au sud sur 850 mètres, en limite de Thenon et Fossemagne.

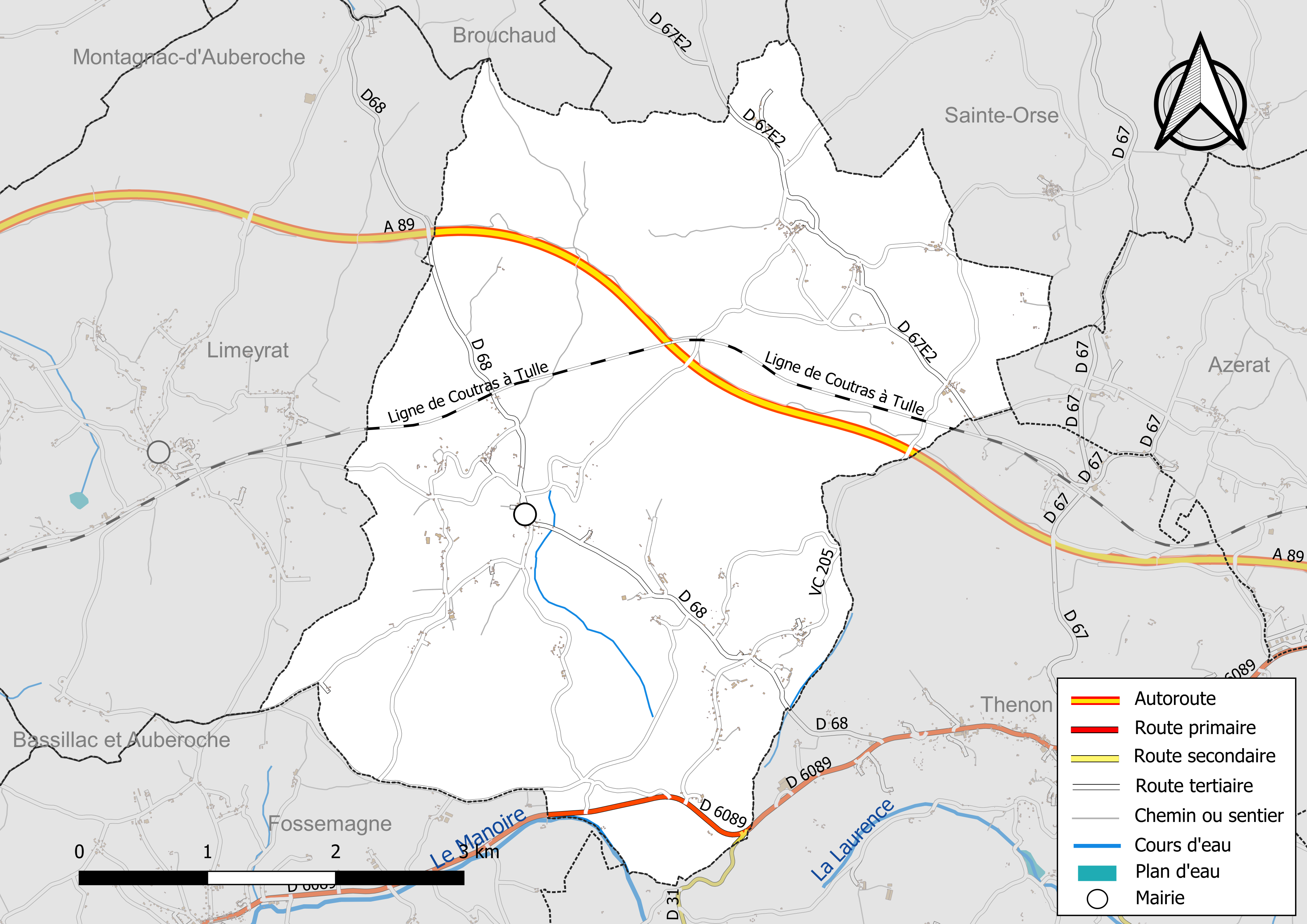
Réseaux hydrographique et routier d'Ajat.
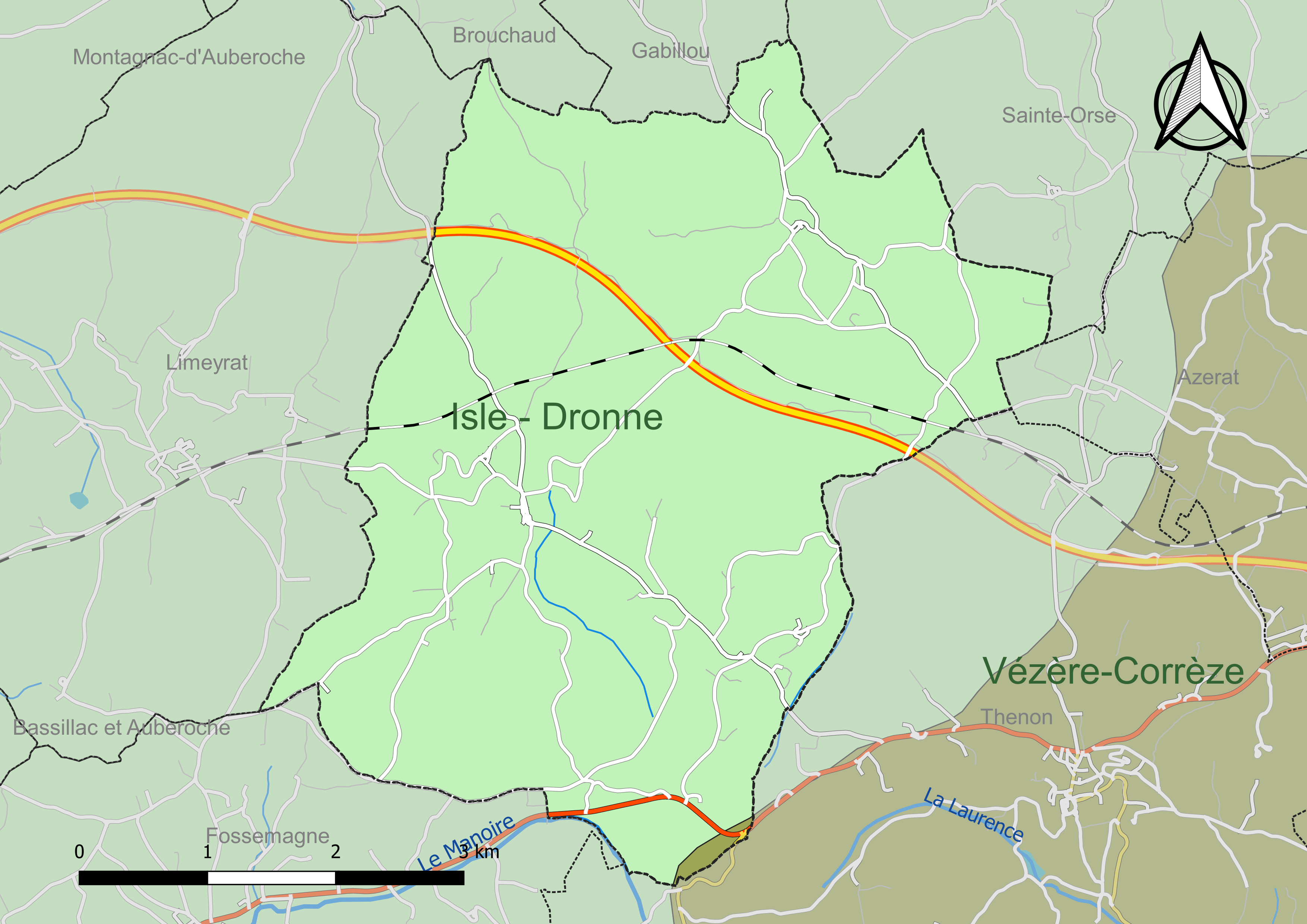
Carte des schémas d'aménagement et de gestion des eaux (SAGE) couvrant le territoire communal d'Ajat.

#### Gestion et qualité des eaux
Le territoire communal est couvert par les schémas d'aménagement et de gestion des eaux (SAGE) « Isle - Dronne » et « Vézère-Corrèze ». Le SAGE « Isle - Dronne », dont le territoire regroupe les bassins versants de l'Isle et de la Dronne, d'une superficie de 7 500 km2, a été approuvé le 2 août 2021. La structure porteuse de l'élaboration et de la mise en œuvre est l'établissement public territorial de bassin de la Dordogne (EPIDOR). Le SAGE « Vézère-Corrèze », dont le territoire regroupe les bassins versants de la Vézère et de la Corrèze, d'une superficie de 3 730 km2 est en cours d'élaboration. La structure porteuse de l'élaboration et de la mise en œuvre est le conseil départemental de la Corrèze. Ils définissent chacun sur leur territoire les objectifs généraux d’utilisation, de mise en valeur et de protection quantitative et qualitative des ressources en eau superficielle et souterraine, en respect des objectifs de qualité définis dans le troisième SDAGE  du Bassin Adour-Garonne qui couvre la période 2022-2027, approuvé le 10 mars 2022.
La quasi-totalité du territoire communal dépend du SAGE Isle-Dronne, seule une infime partie en limite sud de la commune le long de la route départementale 6089 étant rattachée au SAGE Vézère-Corrèze.
La qualité des eaux de baignade et des cours d’eau peut être consultée sur un site dédié géré par les agences de l’eau et l’Agence française pour la biodiversité.

### Climat
Pour des articles plus généraux, voir Climat de la Nouvelle-Aquitaine et Climat de la Dordogne.
Historiquement, la commune est exposée à un climat océanique aquitain.  
En 2020, Météo-France publie une typologie des climats de la France métropolitaine dans laquelle la commune est exposée à un climat océanique altéré et est dans la région climatique Ouest et nord-ouest du Massif Central, caractérisée par une pluviométrie annuelle de 900 à 1 500 mm, maximale en automne et en hiver.
Pour la période 1971-2000, la température annuelle moyenne est de 12 °C, avec  une amplitude thermique annuelle de 15,4 °C. Le cumul annuel moyen de précipitations est de 995 mm, avec 12,9 jours de précipitations en janvier et 7,5 jours en juillet. Pour la période 1991-2020, la température moyenne annuelle observée sur la station météorologique la plus proche, située sur la commune de Thenon à 5 km à vol d'oiseau, est de 12,9 °C et le cumul annuel moyen de précipitations est de 907,1 mm,. Pour l'avenir, les paramètres climatiques de la commune estimés pour 2050 selon différents scénarios sont consultables sur un site dédié publié par Météo-France en novembre 2022.

## Urbanisme

### Typologie
Au 1er janvier 2024, Ajat est catégorisée commune rurale à habitat très dispersé, selon la nouvelle grille communale de densité à 7 niveaux définie par l'Insee en 2022.
Elle est située hors unité urbaine et hors attraction des villes,.

### Occupation des sols
L'occupation des sols de la commune, telle qu'elle ressort de la base de données européenne d’occupation biophysique des sols Corine Land Cover (CLC), est marquée par l'importance des forêts et milieux semi-naturels (67,4 % en 2018), en diminution par rapport à 1990 (69 %). La répartition détaillée en 2018 est la suivante : 
forêts (67,4 %), zones agricoles hétérogènes (27,4 %), prairies (5,1 %). L'évolution de l’occupation des sols de la commune et de ses infrastructures peut être observée sur les différentes représentations cartographiques du territoire : la carte de Cassini (XVIIIe siècle), la carte d'état-major (1820-1866) et les cartes ou photos aériennes de l'IGN pour la période actuelle (1950 à aujourd'hui).

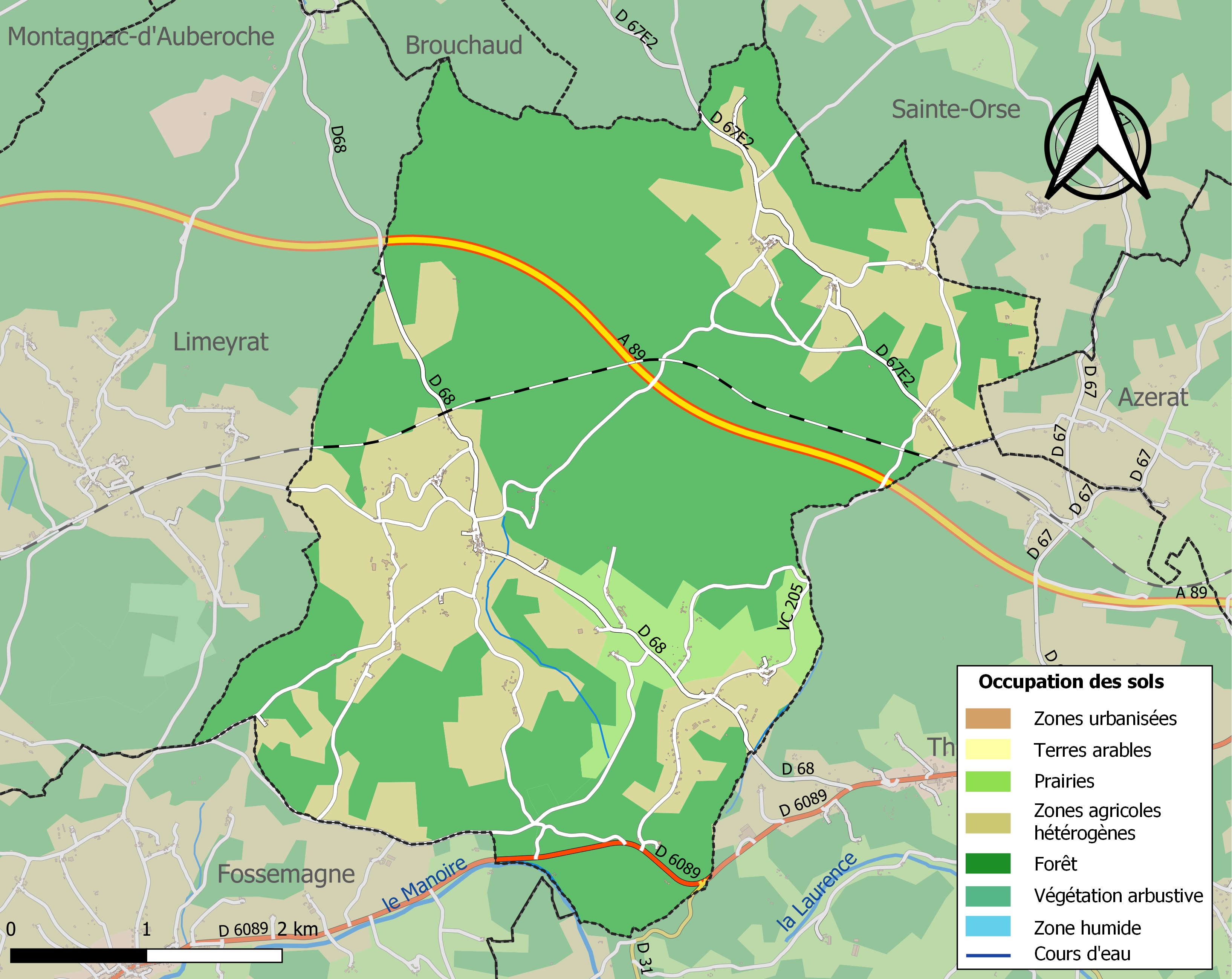
Carte des infrastructures et de l'occupation des sols de la commune en 2018 (CLC).

### Villages, hameaux et lieux-dits
Outre le bourg d'Ajat proprement dit, la commune se compose d'autres villages ou hameaux, ainsi que de lieux-dits :
- la Barrière de Beauzens
- Beauzens (ou Bauzens)
- Benlaret
- les Blazis
- Bois Nègre
- la Brandette
- le Breuilh
- les Cabadans
- le Chancel
- Chanteyrac
- las Chapellas
- Chaumont
- les Chauprades
- Claud de l'Anne
- le Clédou
- le Cluzeau
- le Coderc
- Combe Nègre
- les Combettes
- la Côte
- la Croix Peyre
- le Flageat
- la Font Saint-Georges
- Fontaine du Chat
- les Fouilloux
- le Four
- la Garde
- les Garennes
- les Gendres
- les Gounissoux
- les Grands Bos
- la Grézaudie
- la Grèze
- la Haute Besse
- les Jarrissoux
- les Jarthoux
- Labouret
- Lac Bara
- Lac Sablou
- la Lande
- Lasfond
- le Maine
- Maison Rouge
- les Manauds
- les Maratoux
- les Marchandoux
- les Orvals
- la Peyrennie
- Peyssibot
- les Pradailles
- la Prade
- le Puy
- Puymège
- le Seytier
- Terme de la Grézaudie
- Terre Haute
- Trou de Leyze
- le Trou du Chien
- Tuilerie de la Garde
- Vignes de Saint-Martin.

### Prévention des risques
Le territoire de la commune d'Ajat est vulnérable à différents aléas naturels : météorologiques (tempête, orage, neige, grand froid, canicule ou sécheresse), feux de forêts, mouvements de terrains et séisme (sismicité très faible). Il est également exposé à un risque technologique, le transport de matières dangereuses. Un site publié par le BRGM permet d'évaluer simplement et rapidement les risques d'un bien localisé soit par son adresse soit par le numéro de sa parcelle.

#### Risques naturels
Ajat est exposée au risque de feu de forêt. L’arrêté préfectoral du 14 mars 2013 fixe les conditions de pratique des incinérations et de brûlage dans un objectif de réduire le risque de départs d’incendie. À ce titre, des périodes sont déterminées : interdiction totale du 15 février au 15 mai et du 15 juin au 15 octobre, utilisation réglementée du 16 mai au 14 juin et du 16 octobre au 14 février. En septembre 2020, un plan inter-départemental de protection des forêts contre les incendies (PidPFCI) a été adopté pour la période 2019-2029,.

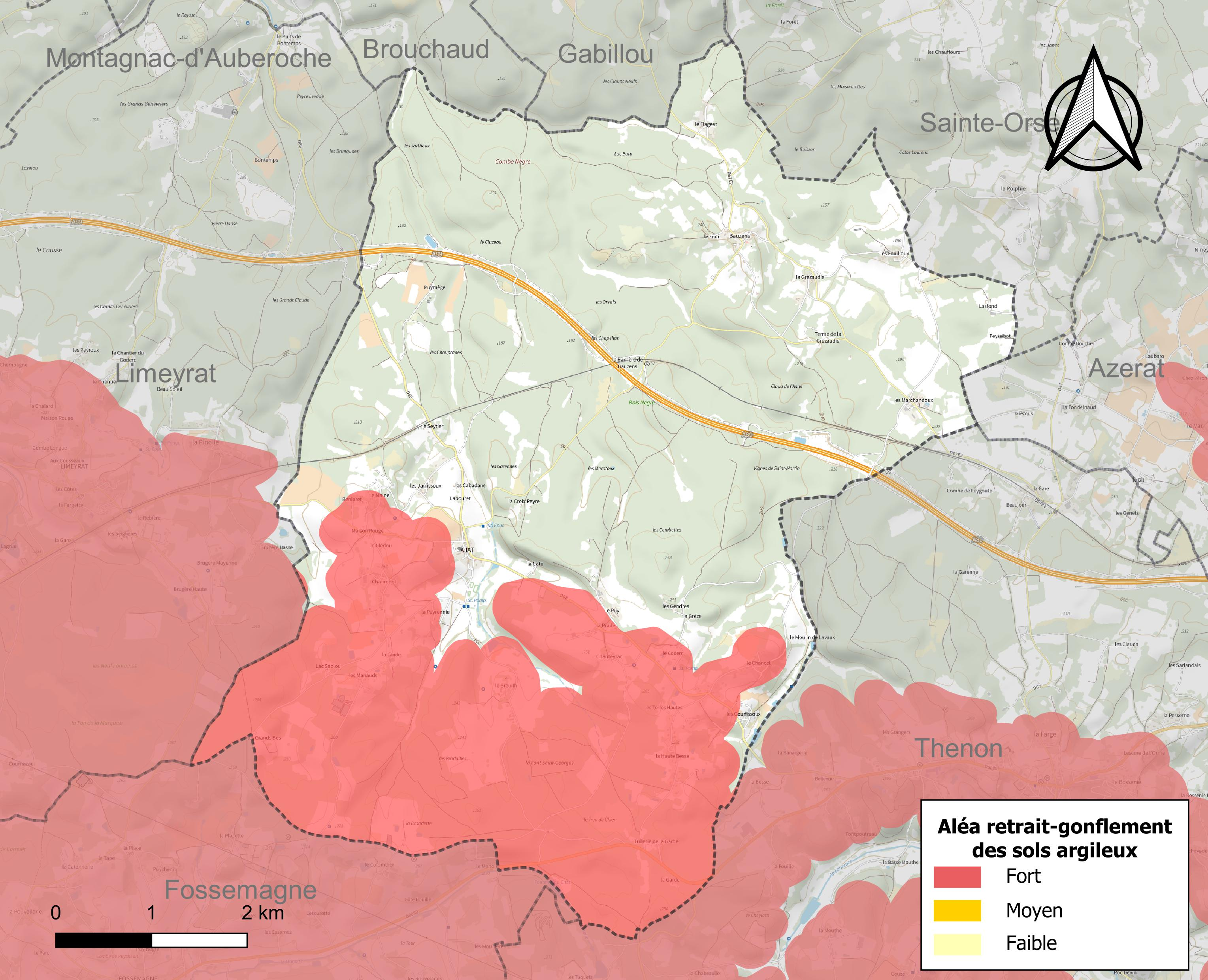
Carte des zones d'aléa retrait-gonflement des sols argileux d'Ajat.

Les mouvements de terrains susceptibles de se produire sur la commune sont des tassements différentiels. Le retrait-gonflement des sols argileux est susceptible d'engendrer des dommages importants aux bâtiments en cas d’alternance de périodes de sécheresse et de pluie. 32,7 % de la superficie communale est en aléa moyen ou fort (58,6 % au niveau départemental et 48,5 % au niveau national métropolitain). Depuis le 1er octobre 2020, en application de la loi ÉLAN, différentes contraintes s'imposent aux vendeurs, maîtres d'ouvrages ou constructeurs de biens situés dans une zone classée en aléa moyen ou fort,.
La commune a été reconnue en état de catastrophe naturelle au titre des dommages causés par les inondations et coulées de boue survenues en 1982, 1983, 1999 et 2008, par la sécheresse en 1989, 1991, 1992 et 2011 et par des mouvements de terrain en 1999.

## Toponymie
Le nom de la localité est attesté sous les formes latines Apsacum et Abzacum en 1158.
Ajat a pour origine le nom d'un personnage gallo-roman, Avitius ou Apicius, suivi du suffixe -acum, indiquant le « domaine d'Avitius ou d'Apicius ».
En occitan, la commune porte le nom d'Ajac d'Auba Ròcha; Ce toponyme occitan se trouve dans le cartulaire de l'abbaye de Cadouin en 1158, il est intéressant, car il garde la trace de sa vassalité à la châtellenie d'Auberoche (Auba Ròcha), (« château de couleur blanche »), qui avait droit de haute justice sur Ajat et Bauzens.
Sur la planète Mars, en mars 2021, l'une des cibles d'analyses poussées effectuées sur un affleurement rocheux par l'astromobile Curiosity de la NASA, est baptisée d'après la commune.

## Histoire
Les premières mentions écrites du lieu apparaissent en 1158 sous deux formes latines, Apsacum et Abzacum.
Ajat est possession de l'Ordre du Temple au XIIIe siècle.
Aux XIVe et XVe siècles, Ajat fait partie de la châtellenie d'Auberoche.
En 1793, la commune de Bauzans (dont le nom a ensuite évolué vers Bauzens) fusionne avec celle d'Ajat.

## Politique et administration

### Rattachements administratifs et électoraux
Dès 1790, la commune d'Ajat est rattachée au canton de Thenon qui dépend du district de Montignac jusqu'en 1795, date de suppression des districts. En 1801, le canton dépend de l'arrondissement de Périgueux.
Dans le cadre de la réforme de 2014 définie par le décret du 21 février 2014, le canton de Thenon disparaît aux élections départementales de mars 2015. La commune est alors rattachée électoralement au canton du Haut-Périgord Noir.
En 2017, Ajat est rattachée à l'arrondissement de Sarlat-la-Canéda,.

### Intercommunalité
Fin 2002, Ajat intègre dès sa création la communauté de communes Causses et Vézère. Celle-ci est dissoute au 31 décembre 2013 et remplacée au 1er janvier 2014 par la communauté de communes du Terrassonnais en Périgord noir Thenon Hautefort, renommée communauté de communes Terrassonnais Haut Périgord Noir en octobre 2021.

### Administration municipale
La population de la commune étant comprise entre 100 et 499 habitants au recensement de 2017, onze conseillers municipaux ont été élus en 2020,.

### Liste des maires

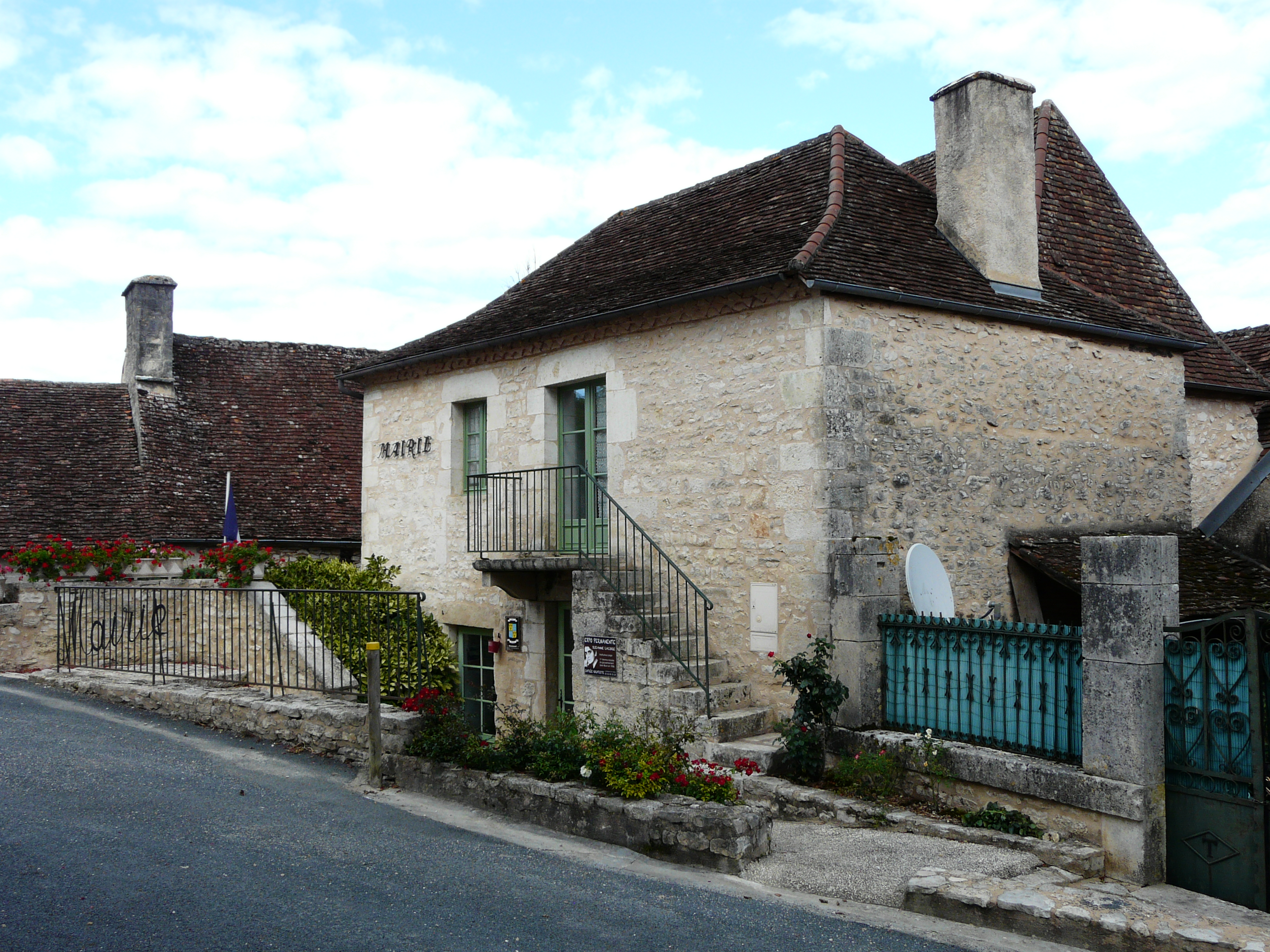
La mairie (septembre 2015).

| Période                                  | Période   | Identité           | Étiquette | Qualité     |
| ---------------------------------------- | --------- | ------------------ | --------- | ----------- |
| Les données manquantes sont à compléter. |           |                    |           |             |
|                                          |           |                    |           |             |
|                                          |           | Paul Laganne       |           |             |
|                                          |           |                    |           |             |
| avant 1988                               | ?         | Jean Mercier       | PS        |             |
|                                          |           |                    |           |             |
| 1995                                     |           | André-Guy Chauvet  |           |             |
| mars 2001                                | mars 2008 | Marie-Anne Brachet |           |             |
| mars 2008 (réélu en mai 2020)            | En cours  | Didier Clerjoux    | SE        | Agriculteur |

## Équipements et services publics

### Justice
Dans le domaine judiciaire, Ajat relève : 
- du tribunal judiciaire, du tribunal pour enfants, du conseil de prud'hommes et du tribunal de commerce de Périgueux ;
- du pôle Nationalité du tribunal judiciaire de Périgueux (compétent uniquement dans le domaine de la nationalité) ;
- de la cour d'appel, du tribunal administratif et de la cour administrative d'appel de Bordeaux.

## Population et société

### Démographie
Les habitants d'Ajat se nomment les Ajacois.
L'évolution du nombre d'habitants est connue à travers les recensements de la population effectués dans la commune depuis 1793. Pour les communes de moins de 10 000 habitants, une enquête de recensement portant sur toute la population est réalisée tous les cinq ans, les populations de référence des années intermédiaires étant quant à elles estimées par interpolation ou extrapolation. Pour la commune, le premier recensement exhaustif entrant dans le cadre du nouveau dispositif a été réalisé en 2007.

En 2022, la commune comptait 300 habitants, en évolution de −8,26 % par rapport à 2016 (Dordogne : +0,37 %, France hors Mayotte : +2,11 %).
| 1793 | 1800 | 1806 | 1821 | 1831 | 1836 | 1841 | 1846 | 1851 |
| ---- | ---- | ---- | ---- | ---- | ---- | ---- | ---- | ---- |
| 805  | 766  | 823  | 877  | 902  | 906  | 908  | 957  | 959  |

| 1856 | 1861 | 1866 | 1872 | 1876 | 1881 | 1886 | 1891 | 1896 |
| ---- | ---- | ---- | ---- | ---- | ---- | ---- | ---- | ---- |
| 884  | 869  | 856  | 829  | 858  | 877  | 847  | 830  | 743  |

| 1901 | 1906 | 1911 | 1921 | 1926 | 1931 | 1936 | 1946 | 1954 |
| ---- | ---- | ---- | ---- | ---- | ---- | ---- | ---- | ---- |
| 688  | 682  | 665  | 586  | 546  | 517  | 513  | 419  | 368  |

| 1962 | 1968 | 1975 | 1982 | 1990 | 1999 | 2006 | 2007 | 2012 |
| ---- | ---- | ---- | ---- | ---- | ---- | ---- | ---- | ---- |
| 352  | 306  | 301  | 297  | 275  | 281  | 301  | 304  | 341  |

| 2017 | 2022 | - | - | - | - | - | - | - |
| ---- | ---- | - | - | - | - | - | - | - |
| 317  | 300  | - | - | - | - | - | - | - |

### Manifestations culturelles et festivités
Au mois d'août, le « Chemin des arts » propose des expositions et démonstrations artistiques à Ajat et Bauzens (20e édition en 2019).

## Économie

### Emploi
En 2021, parmi la population communale comprise entre 15 et 64 ans, les actifs représentent 123 personnes, soit 42,1 % de la population municipale. Le nombre de chômeurs (11) a fortement dominué par rapport à 2015 (28) et le taux de chômage de cette population active s'établit à 8,6 %.

### Activités hors agriculture
22 établissements marchands non agricoles sont économiquement actifs en 2021 à Ajat,.
Deux secteurs sont prépondérants sur la commune : celui de la construction et celui du commerce de gros et de détail, des transports, de l'hébergement et de la restauration puisqu'ils représentent chacun 27,3 % du nombre total d'établissements de la commune, contre respectivement 13,4 % et 28,2 % au niveau du département.

### Agriculture
La commune est dans le « Périgord Blanc », une petite région agricole dans le département de la Dordogne. En 2020, l'orientation technico-économique de l'agriculture  sur la commune est la combinaisons de granivores (porcins, volailles).
|               | 1988 | 2000 | 2010 | 2020 |
| ------------- | ---- | ---- | ---- | ---- |
| Exploitations | 24   | 24   | 17   | 7    |
| SAU (ha)      | 621  | 708  | 477  | 352  |

Le nombre d'exploitations agricoles en activité et ayant leur siège dans la commune est passé de 24 lors du recensement agricole de 1988  à 24 en 2000 puis à 17 en 2010 et enfin à 7 en 2020, soit une baisse de 71 % en 32 ans. Le même mouvement est observé à l'échelle du département qui a perdu pendant cette période 60 % de ses exploitations (passant de 15 825 à 6 328),. La surface agricole utilisée sur la commune a également diminué, passant de 621 ha en 1988 à 352 ha en 2020. Parallèlement la surface agricole utilisée moyenne par exploitation a augmenté, passant de 26 à 50 ha.

## Culture locale et patrimoine

### Lieux et monuments
- Chapelle Notre-Dame-de-Pitié, au bourg d'Ajat, bâtie en 1622 et restaurée dans les années 1870, puis 1980-1990[67].
- Église Saint-Martin, XIIe et XIIIe siècles, inscrite au titre des monuments historiques en 1925[68].
- Église Saint-Barthélemy de Bauzens, XIIe siècle, classée au titre des monuments historiques en 1909[69].
- Château d'Ajat, XVIe et XVIIe siècles, visitable, inscrit au titre des monuments historiques en 1925[70] ;
- Pigeonnier à Bauzens, au sud-est de l'église.
- Vestiges d'un ancien cloître qui faisait partie de l'ordre du Temple.

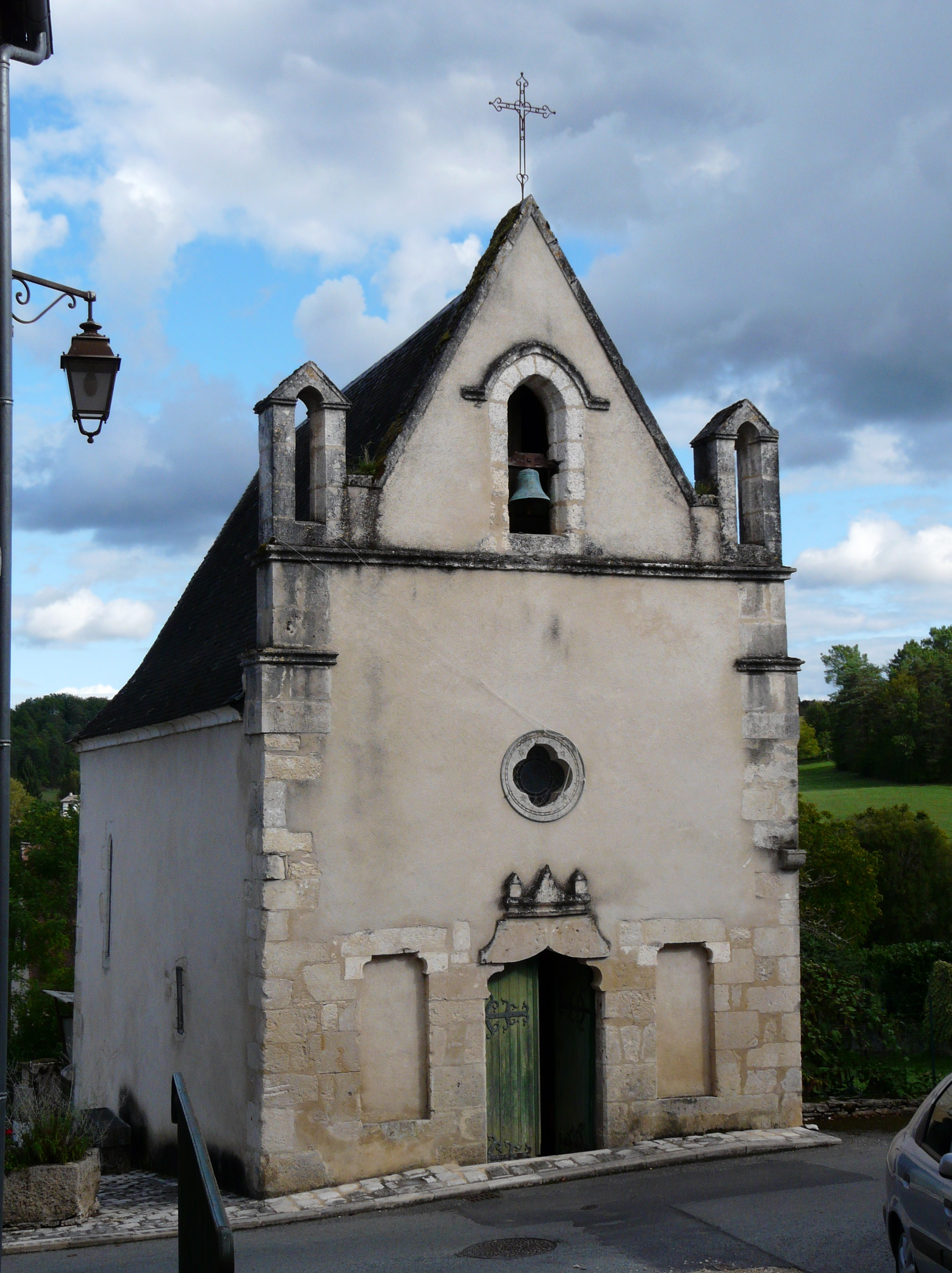
La chapelle Notre-Dame-de-Pitié.
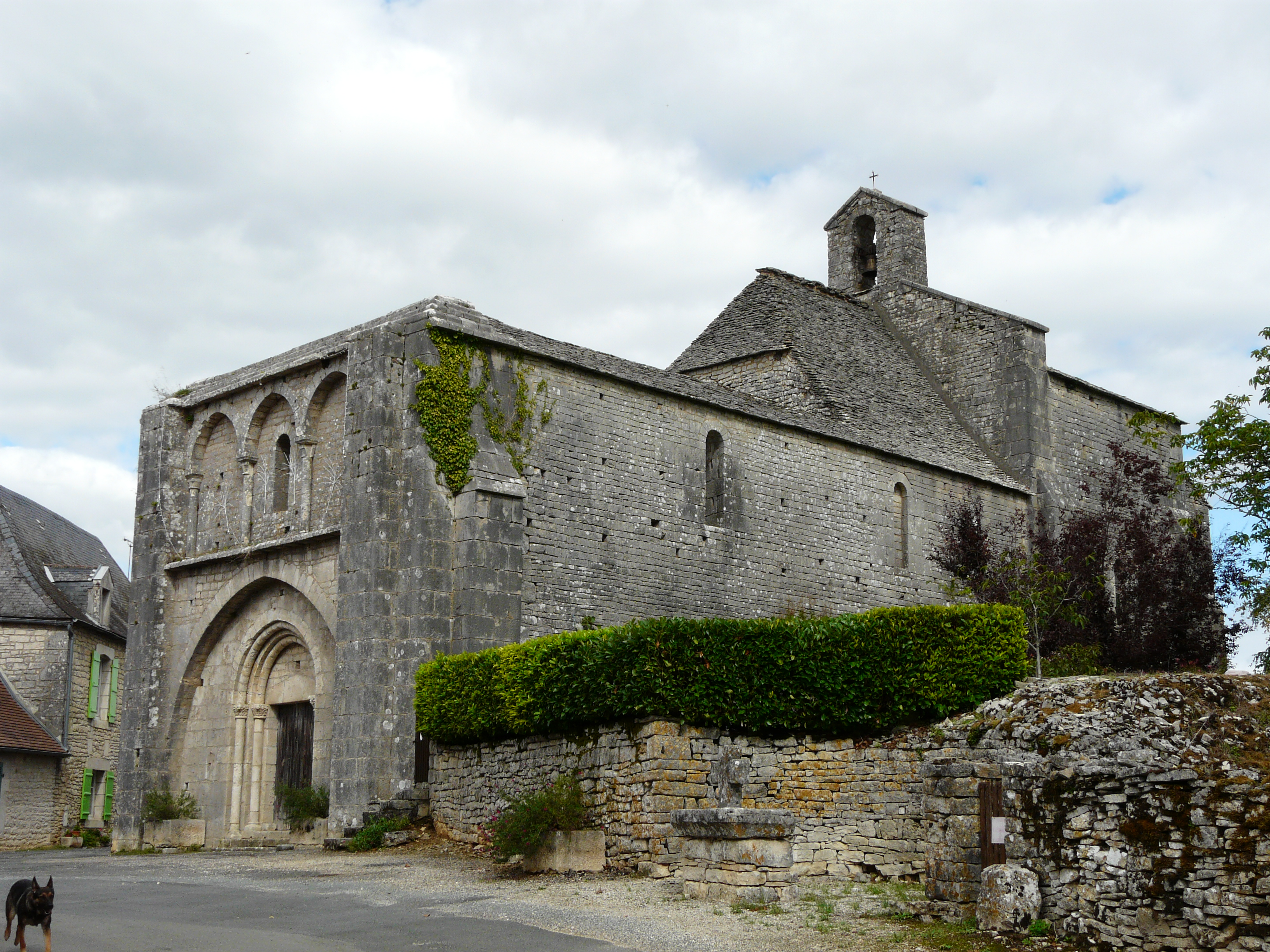
L'église Saint-Barthélemy de Bauzens.
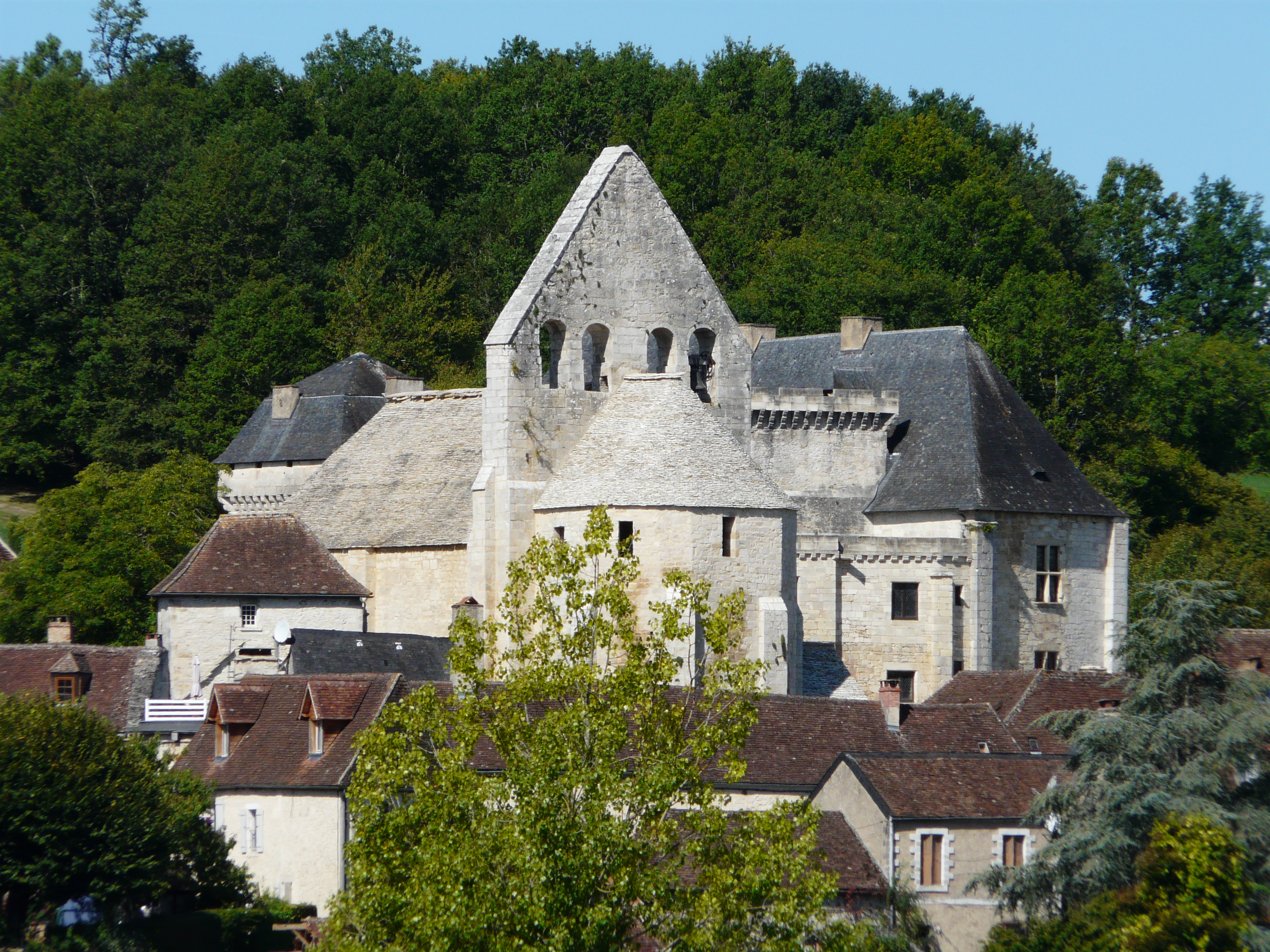
L'église Saint-Martin d'Ajat, devant le château.
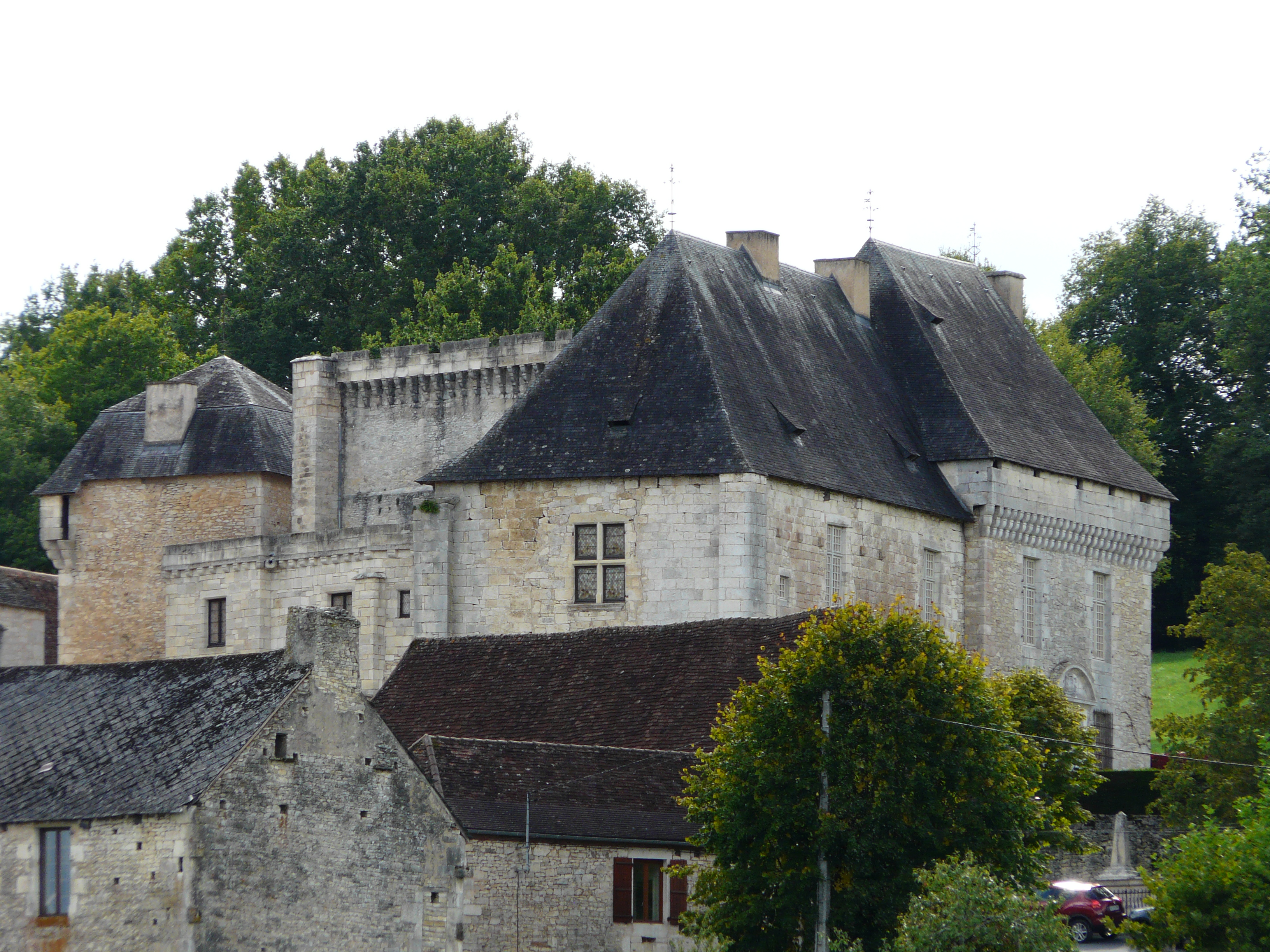
Le château d'Ajat.

### Patrimoine naturel

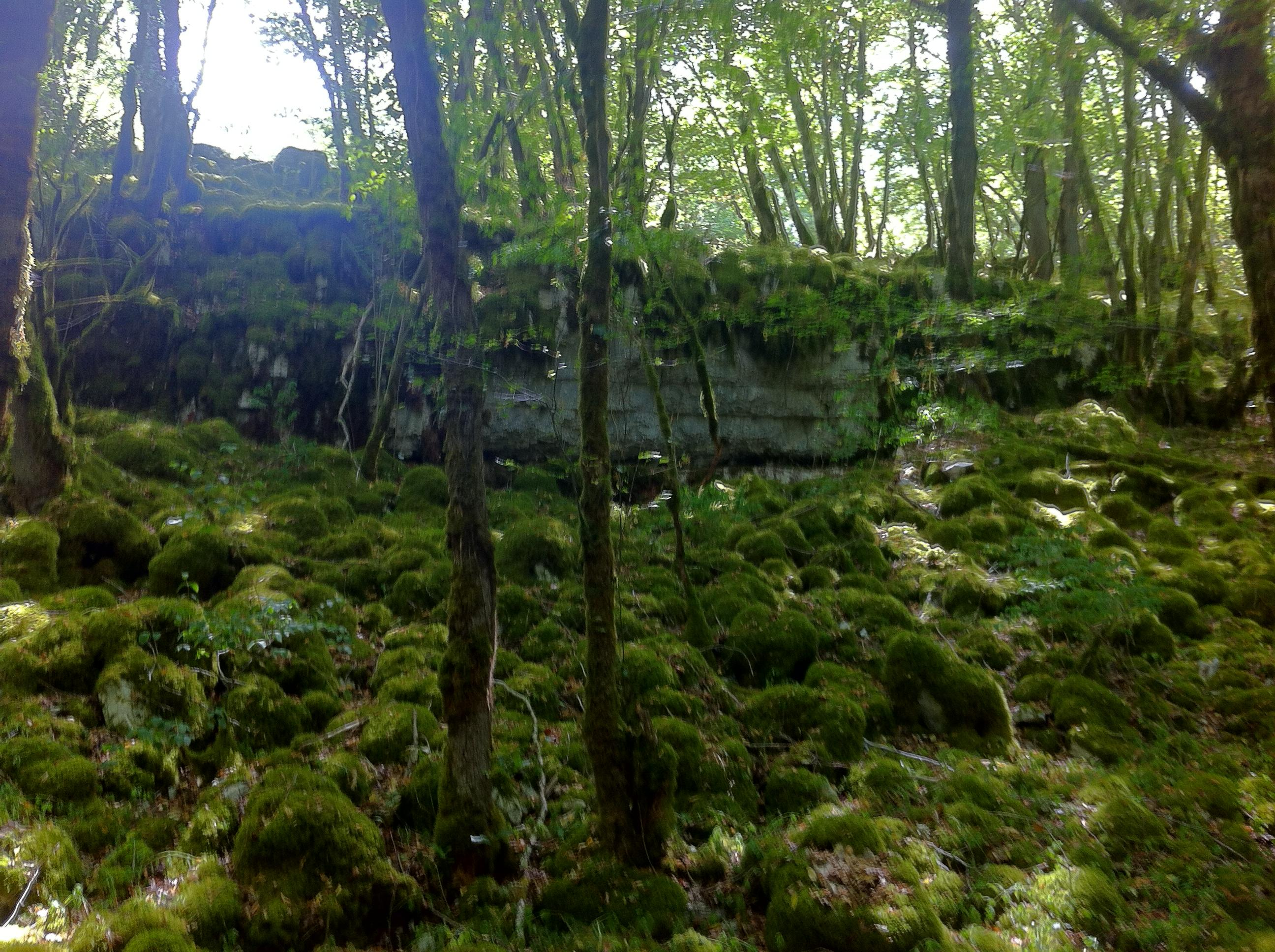
La forêt de Bois Nègre.

Au nord, entre les villages d'Ajat et de Beauzens, environ la moitié du territoire de la commune fait partie du causse de Thenon qui s'étend également sur six autres communes. Cette zone calcaire boisée remarquable pour sa flore spécifique est classée comme zone naturelle d'intérêt écologique, faunistique et floristique (ZNIEFF) de type 2,.
Sur une partie plus restreinte de cette ZNIEFF, limitée à la seule commune d'Ajat sur 168 hectares, une autre ZNIEFF de type 1, le coteau de Bois Nègre présente un caractère caillouteux propice à l'épanouissement d'espèces de plantes rares, notamment des orchidées terrestres,.

### Personnalités liées à la commune

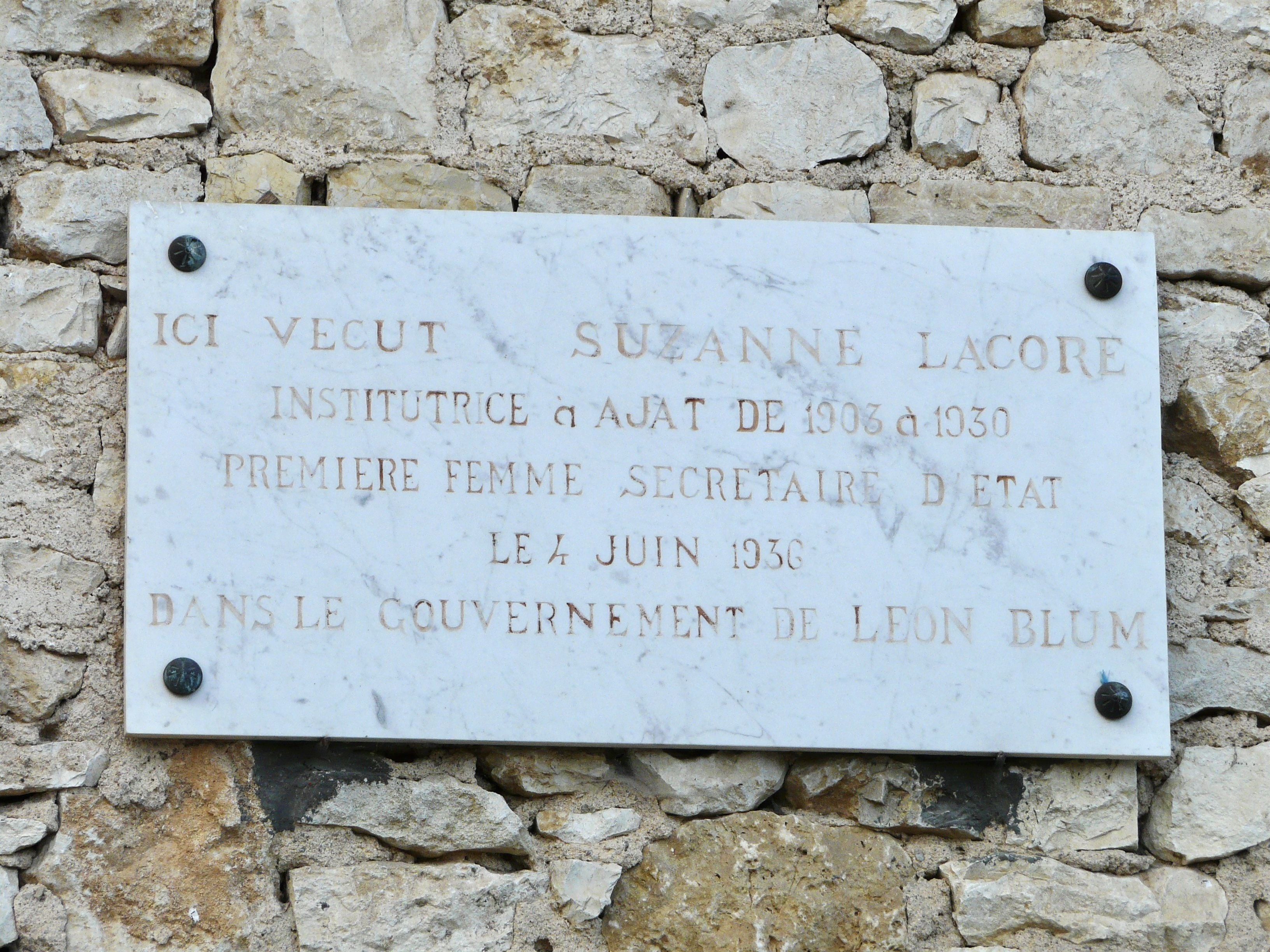
Plaque sur la maison d'Ajat où vécut Suzanne Lacore.

- Suzanne Lacore (1875-1975), femme politique, fut institutrice à Ajat[75] de 1903 à 1930.

### Héraldique
| Armes | Les armes d'Ajat se blasonnent ainsi : Écartelé d'or et d'azur, au premier et au quatrième à trois forces de sable, au deuxième et au troisième à trois besants d'argent. |

## Pour approfondir